# Elsebeth Budolfsen
Elsebeth Budolfsen (født 8. marts 1947 i Aarhus) er en dansk farmaceut og erhvervsleder.
Budolfsen er datter af overlæge, dr. med. Svend Erik Budolfsen og hustru Kirsten Elisabeth f. Larsen. Hun er uddannet cand.pharm. fra Danmarks Farmaceutiske Højskole 1971 og tog biologisk fortsættelseskursus 1973. Hun var undervisningsassistent ved Danmarks Farmaceutiske Højskole 1971-72, videnskabelig assistent hos Pharmacia A/S 1972-73, afdelingsleder i Ercopharm-/Organon A/S 1973-77 og afdelingschef i Novo A/S 1977-79. Dernæst var Budolfsen administrerende direktør i ALK-Abelló A/S 1979-2000, koncerndirektør i Chr. Hansen Holding A/S 1989-2000 og administrerende direktør i T-cellic A/S 2000-05.
Hun har været medlem af mange bestyrelser, bl.a. DONG, Danske Bank, Ferrosan og Forskningscenter Risø.
I 1997 blev hun kåret til Årets erhvervskvinde,
og i 1991 blev hun medlem af Akademiet for de Tekniske Videnskaber. Hun er optaget i Kraks Blå Bog.
Budolfsen er tilhænger af kvoter for kvinder i børsnoterede selskabers bestyrelser.

## Tillidshverv
- medlem af repræsentantskabet for Danske Bank A/S, 2000-
- medlem af bestyrelsen i Investeringsfonden for Vækstmarkeder, IFV
- medlem af bestyrelsen i Forskningscenter Risø
- medlem af bestyrelsen, DONG A/S, 2000-
- medlem af bestyrelsen, NS Gene A/S, 2000-
- medlem af bestyrelsen Industrialiseringsfonden for Udviklingslandene, IFU og Investeringsfonden for Østlandene, IØ, 2000-
- medlem af bestyrelsen, Vækstfonden, 2000-
- medlem af bestyrelsen, CelTor Inc., 2000-
- medlem af repæsentantskabet, Danske Bank A/S, 2000-
- medlem af bestyrelsen, Ferrosan A/S, 1997-
- medlem af bestyrelsen, Peptech Europe A/S, 1996-
- medlem af bestyrelsen, Dansk Tyggegummifabrik A/S, 1995-
- medlem af bestyrelsen, Fertin A/S, 1995-
- medlem af Akademiet for de Tekniske Videnskaber, 1991-
- medlem af koncerndirektionen, Christian Hansens Laboratorium A/S, 1989-
- medlem af bestyrelsen, ALK Laboratories AB, 1993-2000
- formand for bestyrelsen, A.I.A.S.A., S.A., 1992-2000
- Neo Abello SpA, 1992-2000
- Vespa Laboratories Inc., 1986-2000
- ALK Benelux B.V., 1986-2000
- ALK Laboratories Inc., 1984-2000
- næstformand for bestyrelsen, MEFA, Foreningen af Danske Medicinfabrikker, 1994-97
- medlem af bestyrelsen, Forskningscentret i Hørsholm, 1989-95